# Sniptjärnen, Norrbotten
Sniptjärnen är en sjö i Luleå kommun i Norrbotten och ingår i Råneälvens huvudavrinningsområde. Sjön har en area på 0,0428 kvadratkilometer och ligger 48,9 meter över havet. Sniptjärnen ligger i Råneälven Natura 2000-område.

## Delavrinningsområde
Sniptjärnen ingår i det delavrinningsområde (734259-177749) som SMHI kallar för Inloppet i Västiträsket. Medelhöjden är 102 meter över havet och ytan är 21,5 kvadratkilometer. Det finns inga avrinningsområden uppströms utan avrinningsområdet är högsta punkten. Norbäcken som avvattnar avrinningsområdet har biflödesordning 3, vilket innebär att vattnet flödar genom totalt 3 vattendrag innan det når havet efter 33 kilometer. Avrinningsområdet består mestadels av skog (85 procent). Avrinningsområdet har 0,16 kvadratkilometer vattenytor vilket ger det en sjöprocent på 0,7 procent. Bebyggelsen i området täcker en yta av 0,14 kvadratkilometer eller 1 procent av avrinningsområdet.